# گردوی آبی
گردوی آبی (نام علمی: Carya aquatica) نام یک گونه از سرده گردوی گرمسیری است.